# Fédération motocycliste suisse
La Fédération motocycliste suisse est une association suisse de motocycliste avec siège à Frauenfeld. Elle est membre de Swiss Olympic et affiliée à la Fédération internationale de motocyclisme.

## Description
Son président est Walter Wobmann.